# Instituto do Meio Ambiente e Recursos Hídricos
O Instituto do Meio Ambiente e Recursos Hídricos (Inema) é um órgão da administração pública indireta estadual da Bahia. Foi criado pela lei n.º 12.212 de 4 de maio de 2011, a qual trouxe a integração do sistema de meio ambiente e recursos hídricos do Estado da Bahia. É de sua competência a execução das ações e programas relacionados à Política Estadual de Meio Ambiente e de Proteção à Biodiversidade, à Política Estadual de Recursos Hídricos, à Política Estadual de Educação Ambiental e à Política Estadual sobre Mudança do Clima.

## História
Fruto da integração entre os sistemas de meio ambiente e recursos hídricos, assim sucedeu a dois órgãos vinculados à Secretaria do Meio Ambiente do Estado da Bahia (SEMA): o Instituto do Meio Ambiente (IMA) e o Instituto de Gestão das Águas e Clima (INGÁ). Ao INGÁ cabia ser o órgão executor da Política Estadual de Recursos Hídricos, sucedendo à Superintendência de Recursos Hídricos (SRH). Ao IMA cabia executar a Política Estadual do Meio Ambiente garantindo o equilíbrio entre a proteção do meio ambiente e o desenvolvimento, para a sustentabilidade socioambiental, sucedendo ao Centro de Recursos Ambientais (CRA).
Igualmente, integrando os dois sistemas, a Lei nº. 12.212, sancionada em 4 de maio de 2011, que criou o Inema, determinou outras alterações na gestão ambiental pública estadual: unificação do Sistema Estadual de Informações Ambientais da Bahia (SEIA) com a absorção do Sistema Estadual de Informações de Recursos Hídricos (SEIRH), para ser a ferramenta única de informações. Por outro lado, permaneceram os separados os colegiados do Conselho Estadual do Meio Ambiente (Cepram) e do Conselho Estadual de Recursos Hídricos (Conerh).

## Titulares
| N° | Diretor-Geral                           | Partido      | Formação acadêmica        | Início                 | Fim                    | Governador         |
| -- | --------------------------------------- | ------------ | ------------------------- | ---------------------- | ---------------------- | ------------------ |
| 1  | Pedro Ricardo Silva Moreira             | Desconhecido | Desconhecido              | 4 de maio de 2011      | 17 de maio de 2011     | Jaques Wagner      |
| 2  | Júlio César Rocha Mota                  | Desconhecido | Engenharia química (UFBA) | 17 de maio de 2011     | 17 de julho de 2012    | Jaques Wagner      |
| 3  | Márcia Cristina Telles de Araújo Guedes | Desconhecido | Farmácia (UFBA)           | 17 de julho de 2012    | 31 de dezembro de 2014 | Jaques Wagner      |
| 4  | Márcia Cristina Telles de Araújo Lima   | Desconhecido | Farmácia (UFBA)           | 1 de janeiro de 2015   | 4 de dezembro de 2021  | Rui Costa          |
| 5  | Daniella Teixeira de Araújo             | Desconhecido | Desconhecido              | 4 de dezembro de 2021  | 31 de janeiro de 2023  | Rui Costa          |
| 8  | Márcia Cristina Telles de Araújo Lima   | Desconhecido | Farmácia (UFBA)           | 1 de fevereiro de 2023 | –                      | Jerônimo Rodrigues |

## Controvérsias

### Privatização de Unidades de Conservação
Em 2021, a Secretaria Estadual de Meio Ambiente (SEMA) em conjunto com o INEMA, durante a gestão de Rui Costa, e o BNDES, sob a gestão de Jair Bolsonaro, estavam desenvolvendo projetos de privatização das seguintes unidades de conservação do Estado da Bahia:
- Parque Estadual da Serra do Conduru (Ilhéus, Itacaré e Uruçuca);[9]
- Parque Estadual das Sete Passagens (Miguel Calmon);[9]
- Parque Metropolitano de Pituaçu (Salvador);[9]
- Parque Natural Municipal de São Bartolomeu (Salvador);[9]
- Parque Zoobotânico Getúlio Vargas (Salvador).[9]

Em julho de 2022, o Ministério Público do Estado da Bahia (MP-BA) ajuizou ação civil pública contra o INEMA para que fosse suspendido o processo de concessão à iniciativa privada do Parque Estadual das Sete Passagens, situado no Município de Miguel Calmon.
De acordo com o MP-BA, o processo de concessão à iniciativa privada da unidade de conservação não observou as regras da legislação brasileira que estabelecem o dever de realização de consulta prévia informada e de audiência pública com a garantia da participação popular das comunidades do entorno ao parque estadual.

### Licenciamento de megaempreendimento em Boipeba
No primeiro trimestre de 2023, o INEMA autorizou a emissão de licença ambiental para um empreendimento imobiliário de cerca de 1.651 hectares (16.510.000m²), que a sociedade empresária Mangaba Cultivo de Coco visa implantar na Fazenda Castelhanos, antiga Fazenda Cova da Onça, em uma área que corresponde a quase 20% da Ilha de Boipeba, em que se pretende ter lotes para mansões de luxo e de veraneio, hotéis, parque de lazer, píer e infraestrutura náutica, aeródromo e campo de golfe.
Diante desses fatos, o Ministério Público Federal (MPF) expediu ofício ao Governo do Estado da Bahia, ao INEMA e à Secretaria Geral do Patrimônio da União (SPU) requerendo a revogação da licença com fundamento no fato de que o projeto violaria as diretrizes e recomendações do Plano de Manejo da Área de Proteção Ambiental Ilhas de Tinharé e Boipeba.
De acordo com o MPF, esse megaempreendimento também produziria impactos diretos em ecossistemas costeiros de significativa vulnerabilidade, como manguezais e faixas de praia, elevação desproporcional no consumo de água na ilha, desmatamento florestal da Mata Atlântica, pavimentação do solo, restrição aos direitos fundiários de comunidades tradicionais, como quilombolas, pescadores artesanais, catadores e catadoras de mangaba e marisqueiras das comunidades de Cova da Onça, Moreré e Monte Alegre. Ainda para esse órgão, a licença concedida estaria em ilegalidade de natureza fundiária, pelo fato de as terras de Boipeba são bens públicos pertencentes à União, o que implicaria em serem destinadas, prioritariamente, à preservação ambiental e ao uso por populações tradicionais.